# Wisława Szymborska
Maria Wisława Anna Szymborska, poljska pesnica, esejistka in literarna kritičarka, nobelovka, * 2. julij 1923, † 1. februar 2012.
Je prejemnica Nobelove nagrade za književnost za leto 1996. Prejela je tudi številne druge pomembne literarne nagrade (Goethejevo nagrado l. 1991, Herderjevo nagrado l. 1995, nagrado poljskega PEN-a l.1996), častni doktorat poznanjske univerze Adama Mickiewicza (1995) ter najvišje poljsko državno odlikovanje red belega orla (2011). Bila je članica Društva poljskih pisateljev in častna članica ameriške Akademije umetnosti in literature (2001).
Wisławo Szymborsko lahko uvrstimo med največje poljske pesnike druge polovice 20. st., kot so Tadeusz Różewicz, Zbigniew Herbert, Miron Białoszewski, Anna Świrszczyńska in Czesław Miłosz, ki so se od čiste lirike preusmerili k pripovednim, refleksivnim pesmim in so, vsaj v prvih desetletjih ustvarjanja, močno izhajali iz travmatične izkušnje druge svetovne vojne, kasneje pa iz filozofskih poskusov razumevanja zgodovine in človeka. Sodi med predstavnike t. i. poljske šole poezije, kot jo je definiral C. Miłosz. Poljski literarni kritiki vidijo pomen pesničine ustvarjalnosti za poljsko pesništvo prav v tem, da je ponovno oživljala miselno poezijo.
Njene pesmi so bile prevedene v več kot štirideset jezikov (v vse evropske, arabščino, hebrejščino, kitajščino in japonščino), sama pa je občasno prevajala poezijo predvsem iz nemščine in francoščine.

## Življenje in delo
Wisława Szymborska se je rodila 2. julija 1923 v Kórniku pri Poznanju očetu Wincentyju, ki je bil oskrbnik pri grofu Władysławu Zamoyskem, in materi Anni Marii, rojeni Rottermund. Imela je starejšo sestro Mario Nawojo. Od leta 1929 je z družino živela v Krakovu, kjer je obiskovala uršulinsko gimnazijo. Po začetku druge svetovne vojne 1939 je šolanje nadaljevala ilegalno, ker so Nemci med okupacijo Poljakom prepovedali izobraževanje, in leta 1941 maturirala. Leta 1943 se je zaposlila pri železnici in se s tem izognila prisilnemu delu v nemškem rajhu. V tem letu je ilustrirala prvo knjigo.  
Leta 1945 je objavila prvo pesem Iščem besedo (Szukam słowa) v literarni prilogi Boj (Walka) v dnevniku Dziennik Polski. V istem letu se je vpisala na študij polonistike na Jagelonski univerzi v Krakovu in se pozneje prepisala na sociologijo. Študija ni dokončala zaradi težkih materialnih razmer. V letih 1947–1948 je bila pomočnica urednika pri štirinajstdnevniku Świetlica Krakowska in se ukvarjala s knjižnimi ilustracijami. Aprila 1948 se je poročila s pesnikom, literarnim kritikom in prevajalcem Adamom Włodkom in se preselila v Dom književnikov. Leta 1949 je nameravala izdati prvo pesniško zbirko Šivanje zastave (Szycie sztandaru), vendar je cenzura zbirko prepovedala kot preveč intimistično. Zbirka je izšla posthumno leta 2014 pod naslovom Črna popevka (Czarna piosenka), vendar ne nujno v obliki in izboru, kakršna si je zamislila avtorica. Leta 1950 se je včlanila v Poljsko združeno delavsko stranko (poljsko PZPR, naziv poljske komunistične partije). Njeni prvi pesniški zbirki Zato živimo (Dlatego żyjemy, 1952) in Vprašanja, zastavljana sebi (Pytania zadawane sobie, 1954) sta v veliki meri napisani v duhu socrealistične poetike, ki je v poljski literaturi vladala po szczecinskem kongresu Zveze poljskih pisateljev leta 1949, zato pesmi iz njiju v kasnejših letih ni uvrščala v izbore. V tem času se je tudi zaposlila v uredništvu revije Życie Literackie (Literarno življenje). Leta 1954 se je ločila od Adama Włodka, s katerim sta vse življenje ostala v prijateljskih odnosih.  
Začelo se je obdobje literarnih uspehov in prvih nagrad. Leta 1957 je izšla njena tretja pesniška zbirka Klicanje jetija (Wołanie do Yeti), v kateri prevprašuje razmerje med človekom in svetom narave, sledita pa ji zbirki Sol (Sół, 1962) in Do solz te nasmeji (Sto pociech, 1967). Veliko je potovala na pesniške izmenjave, v Bolgarijo, na Slovaško, v Rusijo, Gruzijo, na Dansko in v Jugoslavijo (na Hrvaško in v Makedonijo), dobila je tudi štipendijo za bivanje v Parizu, kjer je navezala stik s pariškim emigrantskim mesečnikom Kultura. Leta 1966 je protestno izstopila iz komunistične partije v znak solidarnosti s filozofom Leszkom Kołakowskim, ki so ga iz partije izključili. 
Poleg poezije je pisala tudi prozo, predvsem recenzije in kolumne. V letih 1967–1981 je začela pri reviji Życie Literackie ustvarjati rubriko Dodatno čtivo (Lektury nadobowiązkowe), ki jo je nadaljevala v drugih časopisih vse do leta 2002. Duhovite knjižne recenzije, ki so zaobjemale širok spekter del (literarnih in znanstvenih, memoarjev, učbenikov ...), je pozneje izdala v treh knjigah z istim naslovom (Dodatno čtivo, 1973, 1981, 1992). Od leta 1969 do njegove smrti 1990 je bila v zvezi s pisateljem Kornelom Filipowiczem. Ob njegovi smrti je napisala antologijsko pesem Mačka v praznem stanovanju.  
Sledile so pesniške zbirke Vsakršno naključje (Wszelki wypadek, 1972), Veliko število (Wielka liczba, 1976), Ljudje na mostu (Ludzie na moście, 1986) in Konec in začetek (Koniec i początek 1993). V 80. letih je sodelovala s samizdatsko revijo Arka, s pariško Kulturo in krakovskim NaGłosom. Leta 1988 je postala članica PEN-a in leta 1995 članica poljske Akademije umetnosti. Potem ko je leta 1996 prejela Nobelovo nagrado, so izšle še naslednje pesniške zbirke: Trenutek (Chwila, 2002), Rimane pesmice za velike otroke (Rymowanki dla dużych dzieci, 2003), Dvopičje (Dwukropek, 2005), Tukaj (Tutaj, 2009). Leta 1997 je postala častna meščanka mesta Krakova. 1. februarja 2012 je umrla v spanju na svojem domu v Krakovu. Aprila istega leta so, kot je pesnica odločila v oporoki, ustanovili Sklad Wisławe Szymborske, ki vsako leto podeljuje pesniške nagrade Wisławe Szymborske in nagrade Adama Włodka za mlade ustvarjalce. Istega leta je izšla tudi njena posthumna pesniška zbirka Zadosti (Wystarczy), ki vsebuje 13 zadnjih pesmi.

## Knjižni prevodi v slovenščino
- Semenj čudežev, Izbrane pesmi, prev. Rozka Štefan in Jana Unuk, Radovljica: Didakta, 1997.
- Trenutek, prev. Niko Jež, Ljubljana: Društvo Apokalipsa, 2005.
- Ključ, Izbrane pesmi, prev. Jana Unuk, Ljubljana: Mladinska knjiga, 2014.
- Radost pisanja: Zbrane pesmi, prev. Jana Unuk, Ljubljana: Mladinska knjiga, 2019.

## Pesniške zbirke
- Zato živimo (Dlatego żyjemy, 1952)
- Vprašanja, zastavljana sebi (Pytania zadawane sobie, 1954)
- Klicanje jetija (Wołanie do Yeti, 1957)
- Sol (Sól, 1962).
- Do solz te nasmeji / Veliko veselja (Sto pociech, 1967)
- Vsakršno naključje (Wszelki wypadek, 1972).
- Veliko število (Wielka liczba, 1976)
- Ljudje na mostu (Ludzie na moście, 1986)
- Konec in začetek (Koniec i początek, 1993)
- Trenutek (Chwila, 2002)
- Dvopičje (Dwukropek, 2005)
- Tukaj (Tutaj, 2009)
- Zadosti (Wystarczy, 2012).
- Črna popevka (Czarna piosenka, 2014) (po tipkopisu A. Włodka).

## Ostalo
- Dodatno čtivo (Lektury nadobowiązkowe, 1973, 1981, 1992)
- Rimane pesmice za velike otroke (Rymowanki dla dużych dzieci, 2003)
- Blisk revolverja (Błysk rewolwru, 2013) – gre za zbirko pesničinih mladostnih in šaljivih spisov in verzov.

## Priznanja

### Nagrade
- nagrada za literaturo mesta Krakova (1954)
- zlati križ za zasluge v kulturi in umetnosti ob desetletnici Ljudske republike Poljske (1955)
- nagrada poljskega Ministrstva za kulturo (1963)
- nagrada newyorškega Sklada Jurzykowskega (1972)
- kulturna nagrada Solidarnosti (1986)
- nagrada Sklada Kościelskich (posebna nagrada Zygmunta Kallenbacha za knjigo desetletja, 1990)
- Goethejeva nagrada (1991)
- Herderjeva nagrada (1995)
- nagrada poljskega PEN-a (1996)
- nagrada Samuela Bogumiła Lindeja (1996)
- Nobelova nagrada za književnost (1996)
- državno odlikovanje red belega orla (2011)